# Gare de Strasbourg-Cronenbourg
La gare de Strasbourg-Cronenbourg est une gare ferroviaire française située au sud du quartier de Cronenbourg à Strasbourg.
Gare aux marchandises, elle est ouverte uniquement au trafic fret.

## Situation ferroviaire

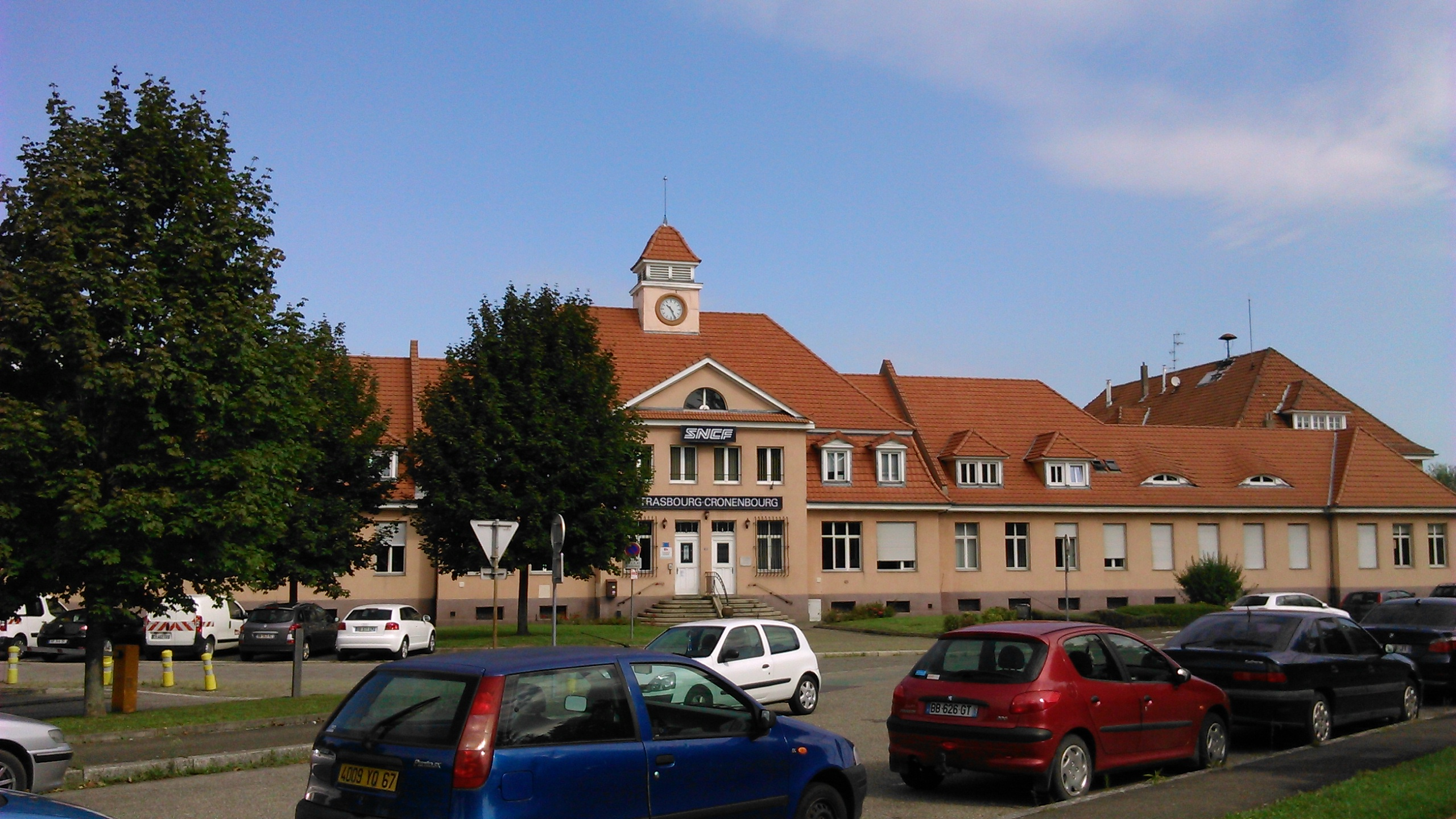
Gare de Strasbourg-Cronenbourg (2014).

Établie à environ 141 mètres d'altitude, elle est située au point kilométrique (PK) 500,606 du raccordement de Strasbourg-Cronenbourg. Ce raccordement permet d’accéder aux gares de Hausbergen et de Strasbourg-Ville (et anciennement de Koenigshoffen), la gare étant configurée en cul-de-sac,.

## Histoire

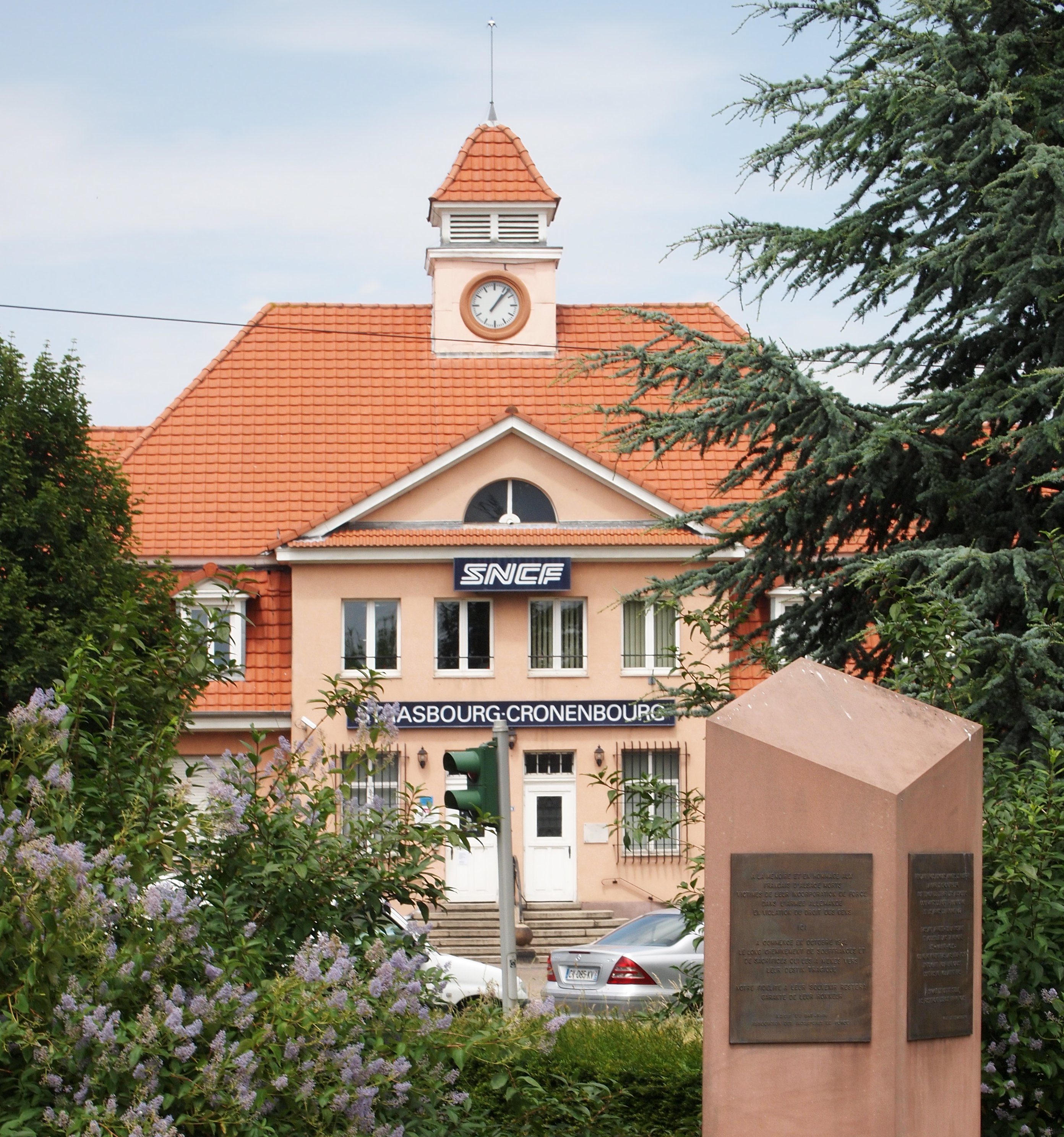
Stèle des Malgré-Nous.

À l'origine, l'actuelle gare de Strasbourg-Ville, inaugurée en 1883, faisait office de gare voyageurs mais aussi de gare de triage et de gare aux marchandises. Au début du XXe siècle, le développement rapide du chemin de fer fait que celle-ci devient trop petite pour tenir ces trois fonctions. L'administration allemande de l'époque décide alors de la construction d'une nouvelle gare de triage, la gare de Hausbergen (édifiée entre 1904 et 1906), et d'une nouvelle gare dédiée uniquement au trafic marchandises.
La gare aux marchandises est ainsi transférée à Cronenbourg entre 1912 et 1914. Elle est alors appelée « Neuer Güterbahnhof » (nouvelle gare aux marchandises) et exploitée par la Direction générale impériale des chemins de fer d'Alsace-Lorraine (EL). Cronenbourg connaissait déjà une activité ferroviaire depuis le milieu du XIXe siècle avec l'implantation de deux rotondes servant d'ateliers de réparation et de remises pour les locomotives. La rue de la Rotonde et la station de tram du même nom en conservent le souvenir. 
Le bâtiment de la gare, conçu par les architectes Renz et Stoeckicht, est achevé en 1916. Celui-ci est réalisé en béton, son imposante toiture comporte plusieurs lucarnes « chauve-souris » de style « Heimatschutz ».
Le 19 juin 1919, la gare entre dans le réseau de l'Administration des chemins de fer d'Alsace et de Lorraine (AL), à la suite de la victoire française lors de la Première Guerre mondiale. Puis, le 1er janvier 1938, cette administration d'État forme avec les autres grandes compagnies la SNCF, qui devient concessionnaire des installations ferroviaires strasbourgeoises. Cependant, après l'annexion allemande de l'Alsace-Lorraine, c'est la Deutsche Reichsbahn qui gère la gare pendant la Seconde Guerre mondiale, du 1er juillet 1940 jusqu'à la Libération (en 1944 – 1945).
Durant la Seconde Guerre mondiale, c'est depuis cette gare que partaient les trains transportant les Malgré-Nous vers le front. Aujourd'hui une stèle commémorative est érigée en souvenir de ces événements en face de la gare.

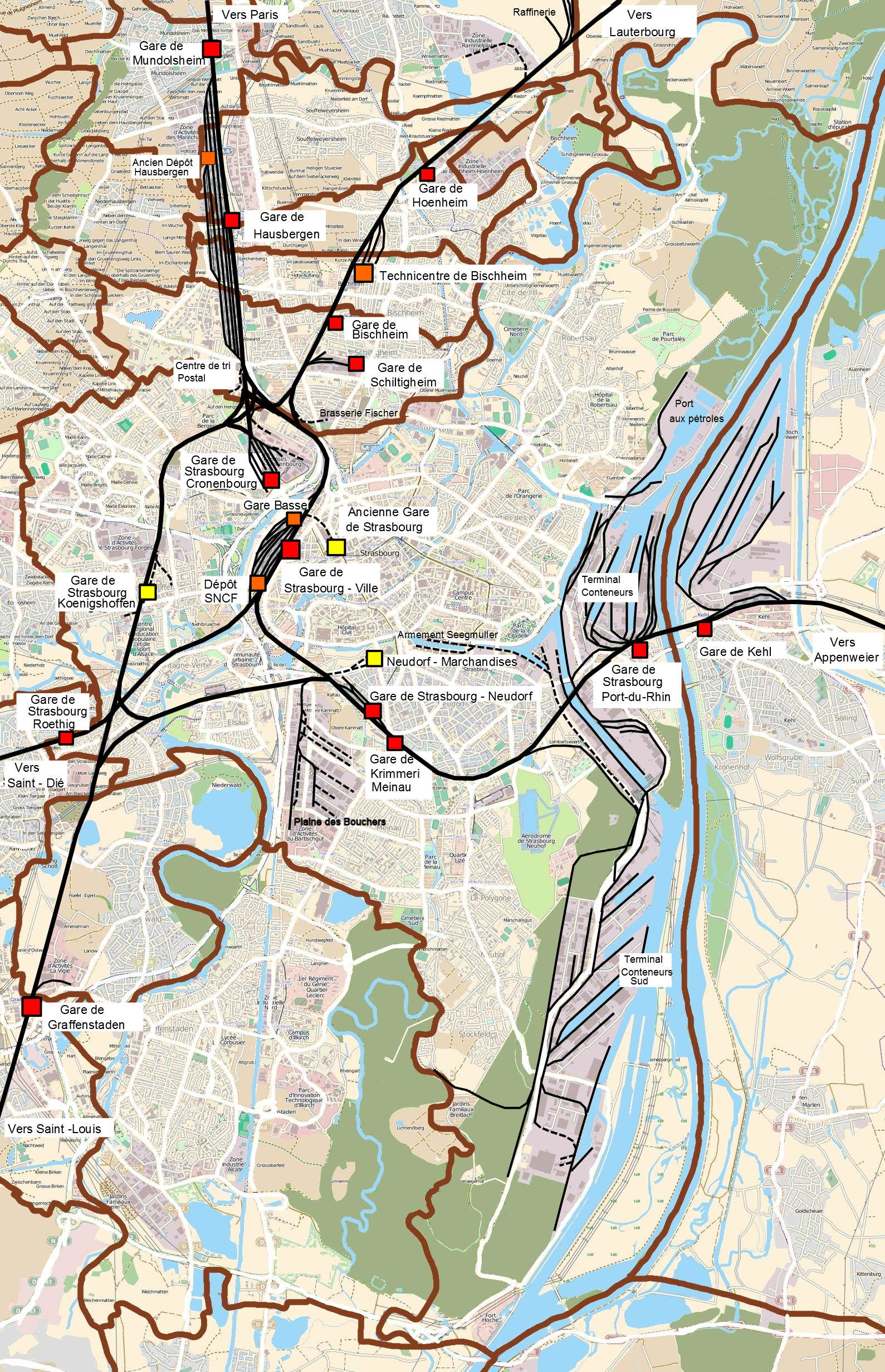
Plan du système ferroviaire de Strasbourg.

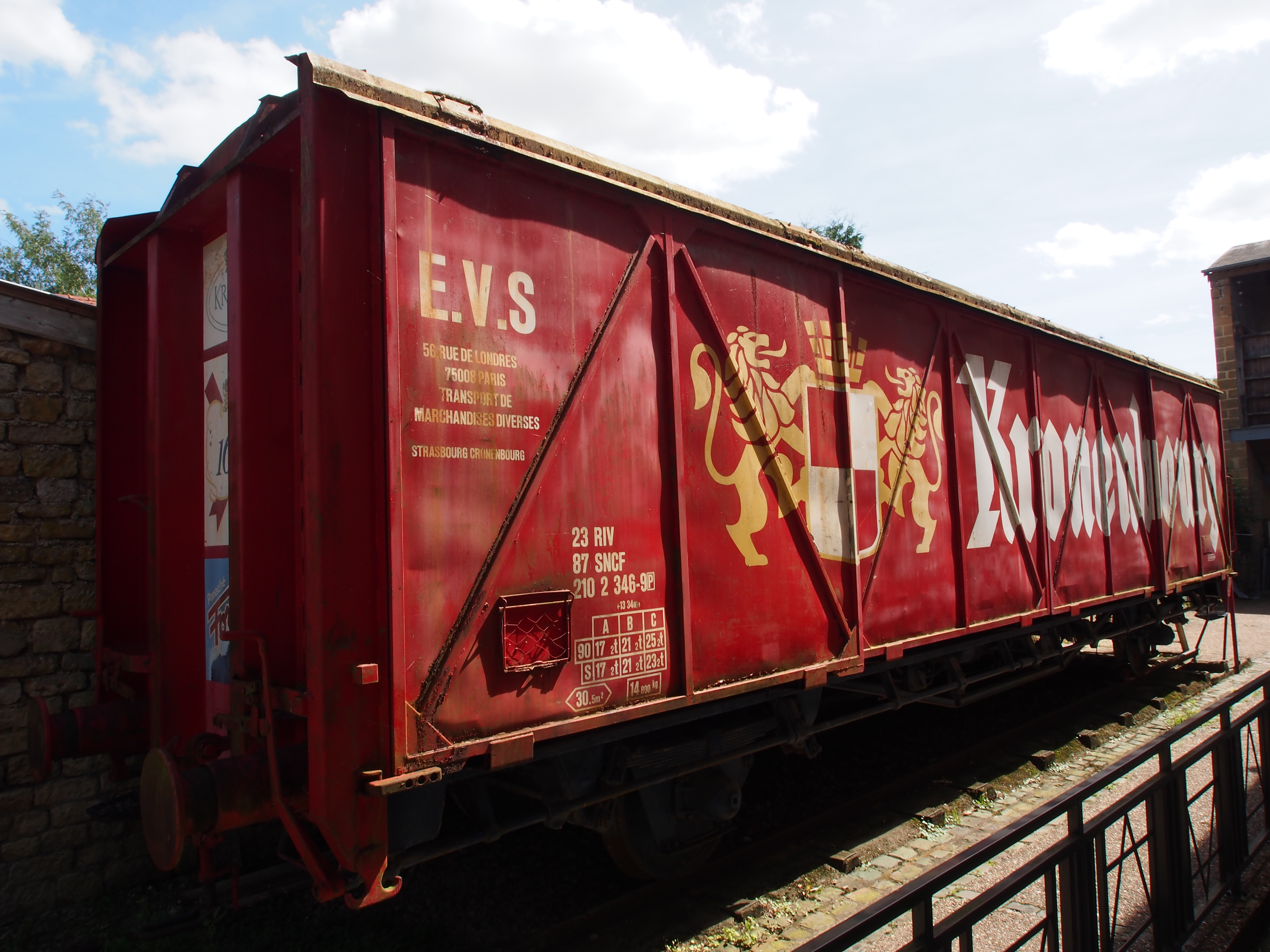
Ancien wagon des Brasseries Kronenbourg dont la gare d'attache était Strasbourg-Cronenbourg.

Le marché d'intérêt national de Strasbourg (Marché-Gare) est ouvert le 1er décembre 1965. Il est implanté sur les terrains juste à côté de la gare. La gare de Strasbourg-Cronenbourg étant chargée de sa desserte. Auparavant les trains arrivaient en gare de Strasbourg-Cronenbourg puis les marchandises étaient transportées par camions jusqu'au marché de gros de la place des Halles. Le nouveau marché d'intérêt national est approvisionné quotidiennement par trois dessertes ferroviaires à 3 h, 4 h et 9 h.
En plus du trafic marchandises, elle a servi de gare de triage: réception et formation de trains, desserte d'embranchements particuliers. En 1965, le triage de Strasbourg-Cronenbourg expédiait en moyenne 950 wagons par jour. Affecté au régime accéléré (RA), il regroupe les envois des régions Est, Sud-Est et Méditerranée vers l'Allemagne. La gare comporte une bosse pour le tri des wagons à la gravité. 
En décembre 1966, un agent de la gare préposé au contrôle des colis postaux est tué de trois coups de pistolet sur son lieu de travail. L'auteur des faits était le mari de la maitresse de la victime.
Le 11 juillet 1969, une rame de wagons se détache d'une locomotive et percute le heurtoir situé au bout de la rue de Hochfelden provoquant d'importants dégâts matériels.
Le 7 octobre 1969, le premier centre de manutention et de stockage de conteneurs de la SNCF en Alsace est inauguré à Cronenbourg.  
Dans les années 1970, la gare dispose de deux (voire trois selon les périodes d’activité) A1AA1A 62000.
Le terminal à conteneurs de Cronenbourg était exploité par la Compagnie nouvelle de conteneurs (CNC). Le Sernam et la société Novatrans étaient également implantés sur le site.
Dans les années 1980 et 1990, l'activité du terminal à conteneurs de Cronenbourg était intense avec huit trains quotidiens (quatre arrivées et quatre départs), 130 à 150 wagons et 200 à 250 conteneurs traités par jour. Le terminal était ouvert six jours sur sept de 5 h à 21 h, sauf le samedi de 5 h à 13 h. Concernant le personnel, la CNC comptait dix agents et la SNCF une équipe de manœuvre et un aiguilleur. Le terminal comportait alors deux portiques qui enjambaient deux voies, des grues automobiles étaient utilisées pour les opérations sur les voies hors portiques.
Le grossiste Pomona, installé au marché d’intérêt national, recevait régulièrement des trains de bananes de Martinique en provenance du Havre ou de Dunkerque.
La CNC, devenue Naviland Cargo, a transféré ses activités au terminal nord du port autonome de Strasbourg en juin 2005 laissant le terminal de Cronenbourg vide.
L'Infrapôle Rhénan occupe désormais le bâtiment de la gare. Depuis 2013, l'ancien terminal à conteneurs est utilisé comme base travaux dans le cadre de plusieurs chantiers : seconde phase de la LGV Est européenne, Renouvellement Voie Ballast (RVB) de la ligne Haguenau - Niederbronn-les-Bains (chargement/déchargement et stockage de traverses et de ballast). 
Une étude portant sur la requalification de l'autoroute A 35 en boulevard urbain et « l'ouverture de la gare centrale à 360° », publiée en mars 2013, propose le transfert des activités de la gare basse vers la gare de Strasbourg-Cronenbourg.
Dans la nuit du 21 au 22 février 2015, un train de ballast a déraillé à hauteur du poste d'aiguillage n°1. Le train a été réceptionné sur une voie occupée et a percuté une rame à l'arrêt.
La halle à l'arrière du bâtiment de bureaux — inutilisée depuis 2010 — a été reconvertie en zone de sport et de loisirs. Un club de football en salle (comportant huit terrains) y est installé depuis septembre 2015. En 2016, le reste de la halle est aménagé pour accueillir un « bikepark » (parcours pour VTT et BMX) de 12 000 mètres². L’investissement représente 1,3 million d'euros. Le « bikepark » est officiellement ouvert le 9 septembre 2016, et est alors le plus grand d'Europe en espace intérieur. Une salle de crossFit s'y trouve également depuis septembre 2016.

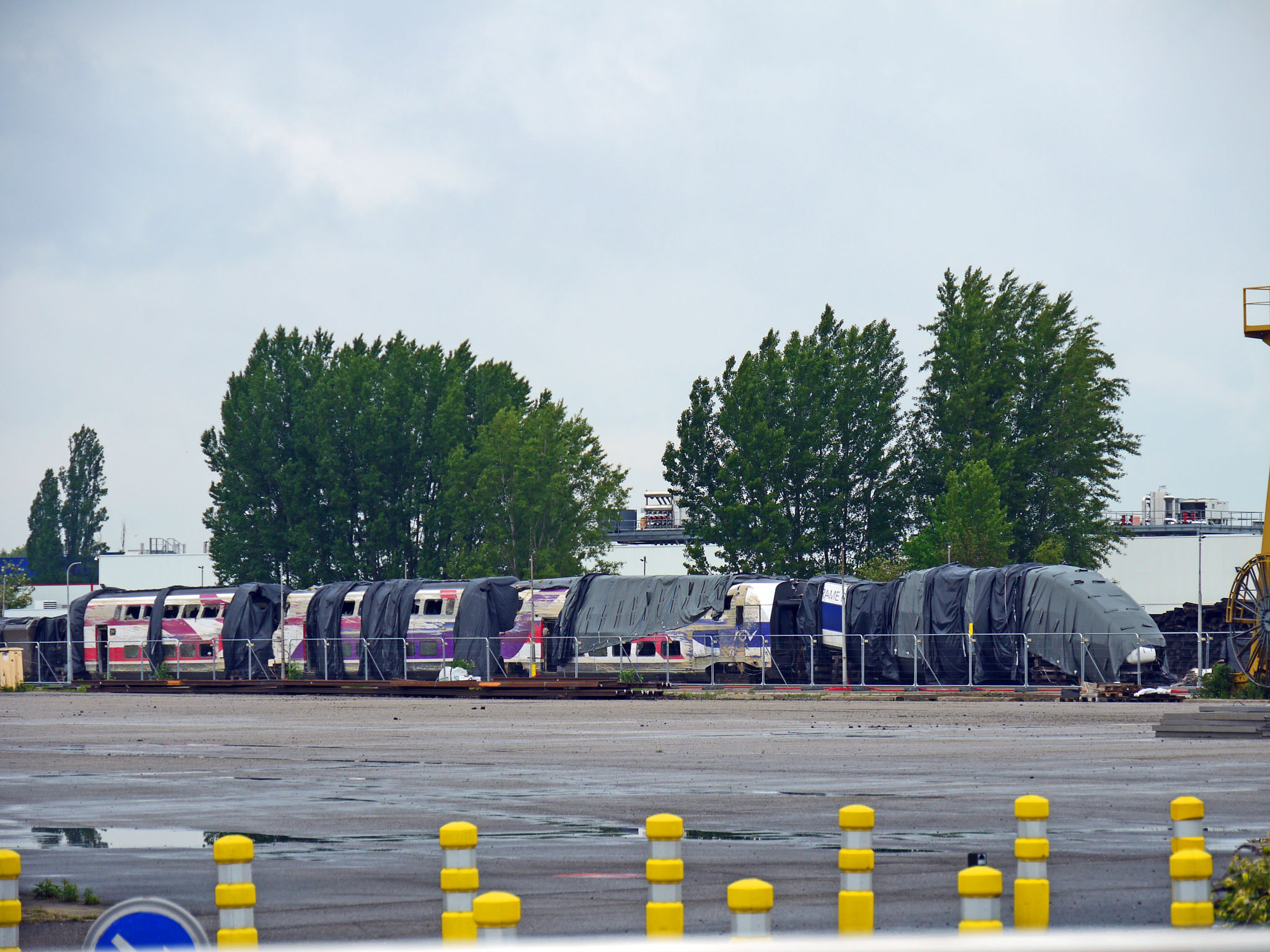
La rame TGV de l'accident d'Eckwersheim, garée à Strasbourg-Cronenbourg (mai 2016).

La rame TGV accidentée lors du déraillement d'Eckwersheim, le 14 novembre 2015, a été transportée sur le terminal de Strasbourg-Cronenbourg, où elle a été partiellement bâchée ; des petits éléments ont en outre été stockés, sous scellés, dans un hangar. Elle y est encore présente le 3 juillet 2016.
À l'automne 2016, le site accueille la base travaux du chantier de renouvellement des lignes Erstein - Strasbourg, Hochfelden - Lutzelbourg et Stephansfeld - Vendenheim.

## Service du fret
Cette gare est ouverte au service du fret par trains entiers et aux transports par wagons isolés. Elle est désignée site stratégique du service militaire des chemins de fer.
Le document de référence du réseau ferré national (DRR) de 2019 indique que la cour marchandises de Strasbourg-Cronenbourg est « immédiatement accessible ». Ce même document précise que la gare dessert une installation terminale embranchée (ITE).

### Infrastructures ferroviaires
La gare disposait d'un terminal à conteneurs pour le transport combiné, au bout du chemin Haut. Deux portiques de manutention, dont la capacité de levage était de 50 tonnes, desservaient deux voies. Le premier portique a été démonté après le départ de la CNC en 2006, le second a été démonté en 2017. L'ancien hangar pour les grues automobiles est désormais utilisé par la « brigade bâtiment » de la SNCF.
Une vaste halle à marchandises (26 000 mètres²) est accolée à l'arrière du bâtiment de bureaux de la gare, auparavant utilisée par le Sernam. Elle est aujourd'hui occupée par un club de football en salle, par un « bikepark » et par une salle de crossFit. 
Une petite halle et un hangar sont situés côté rue de Hochfelden.
Plusieurs faisceaux de voies desservent la gare. Un faisceau de réception, des voies de stationnement ainsi que pour les colis se trouvent côté rue de Hochfelden. La halle à marchandises comptait plusieurs voies couvertes. Le faisceau formation et attente de départ ainsi que les voies pour le terminal à conteneurs se trouvent côté chemin Haut. Le poste 1 de Strasbourg-Cronenbourg est situé au point kilométrique 499,9 au nord du site.

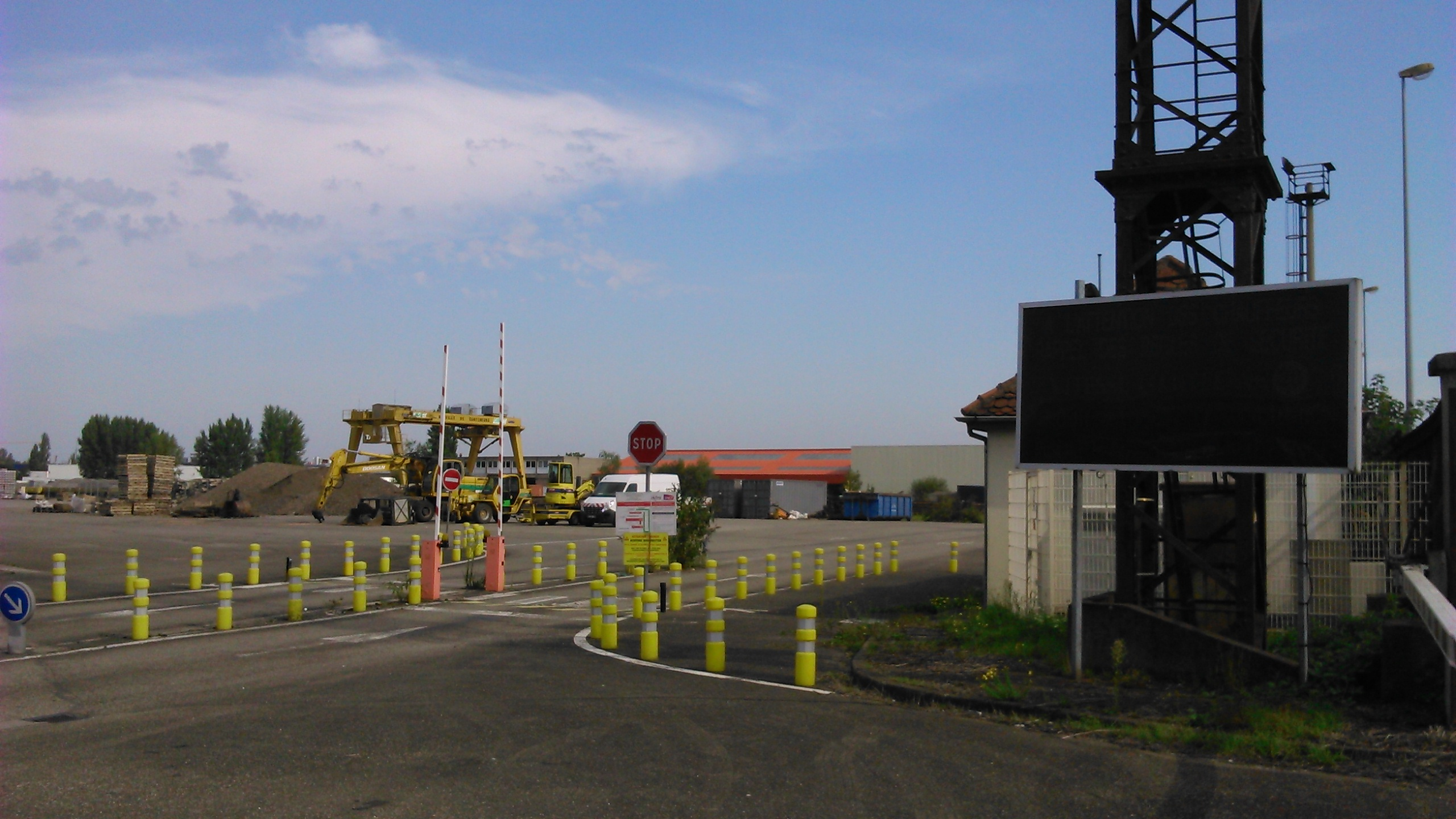
Entrée de l'ancien terminal à conteneurs.
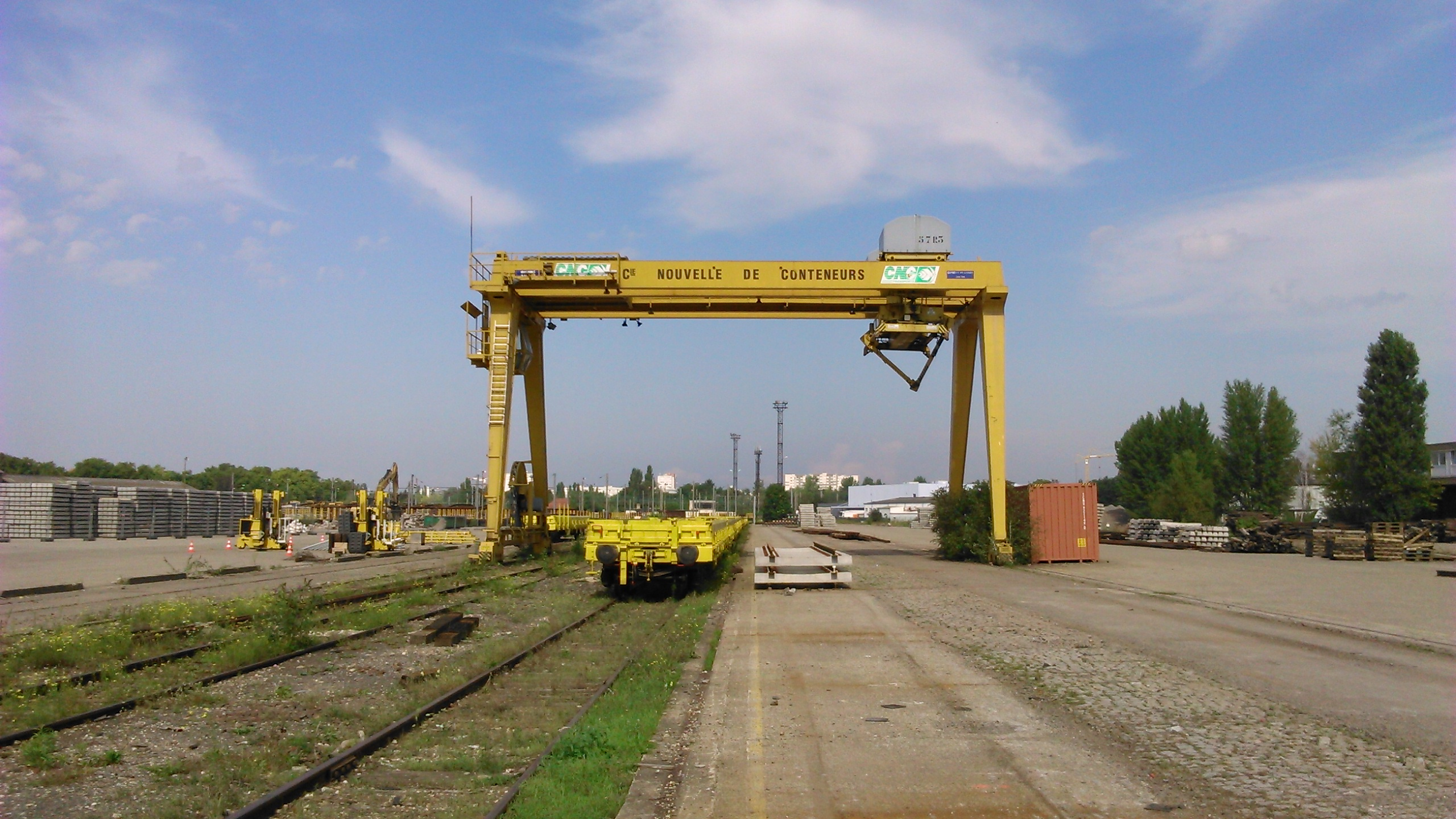
L'ancien terminal (le portique a été démonté en 2017).
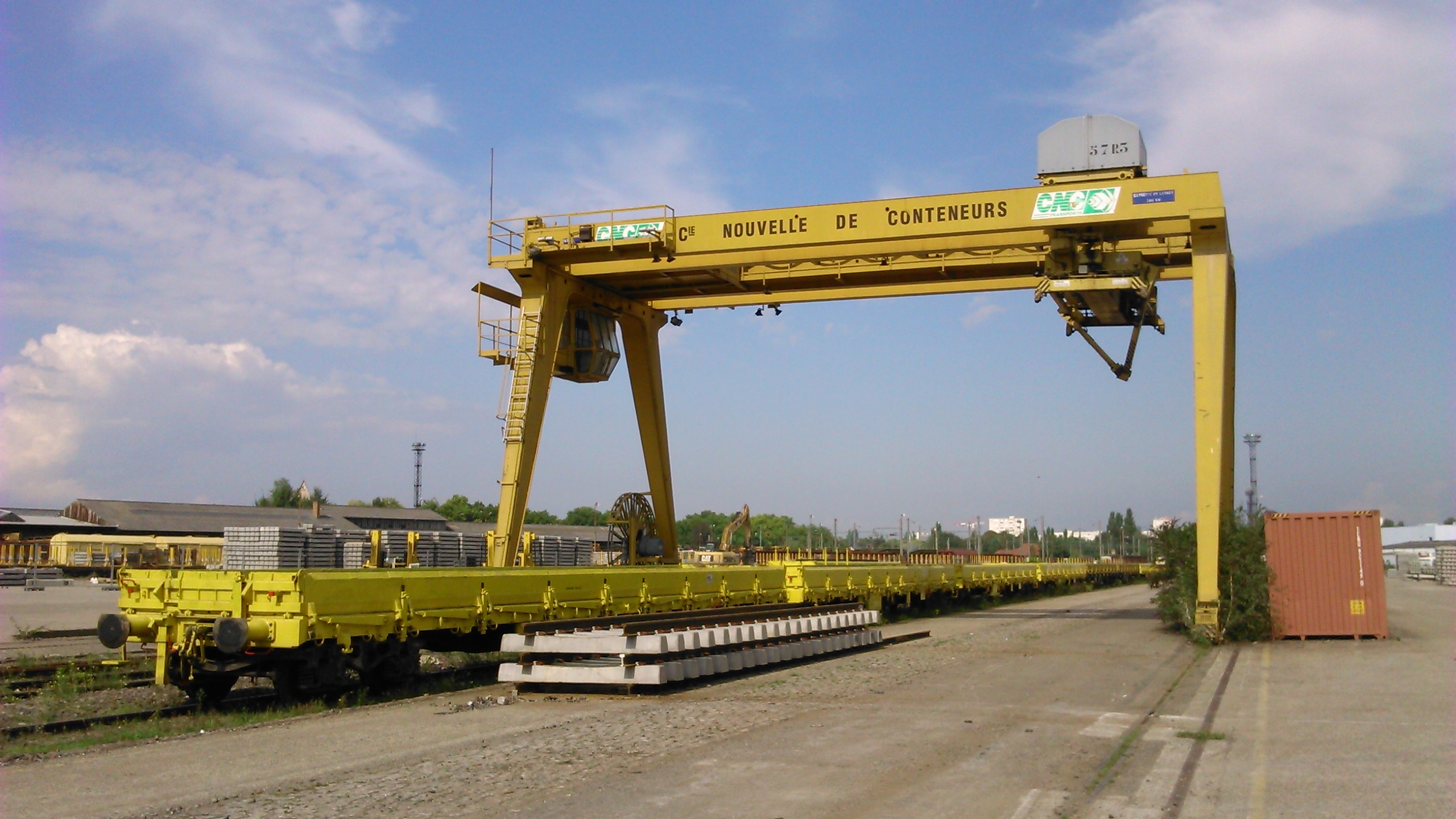
Portique à conteneurs (aujourd'hui démonté).
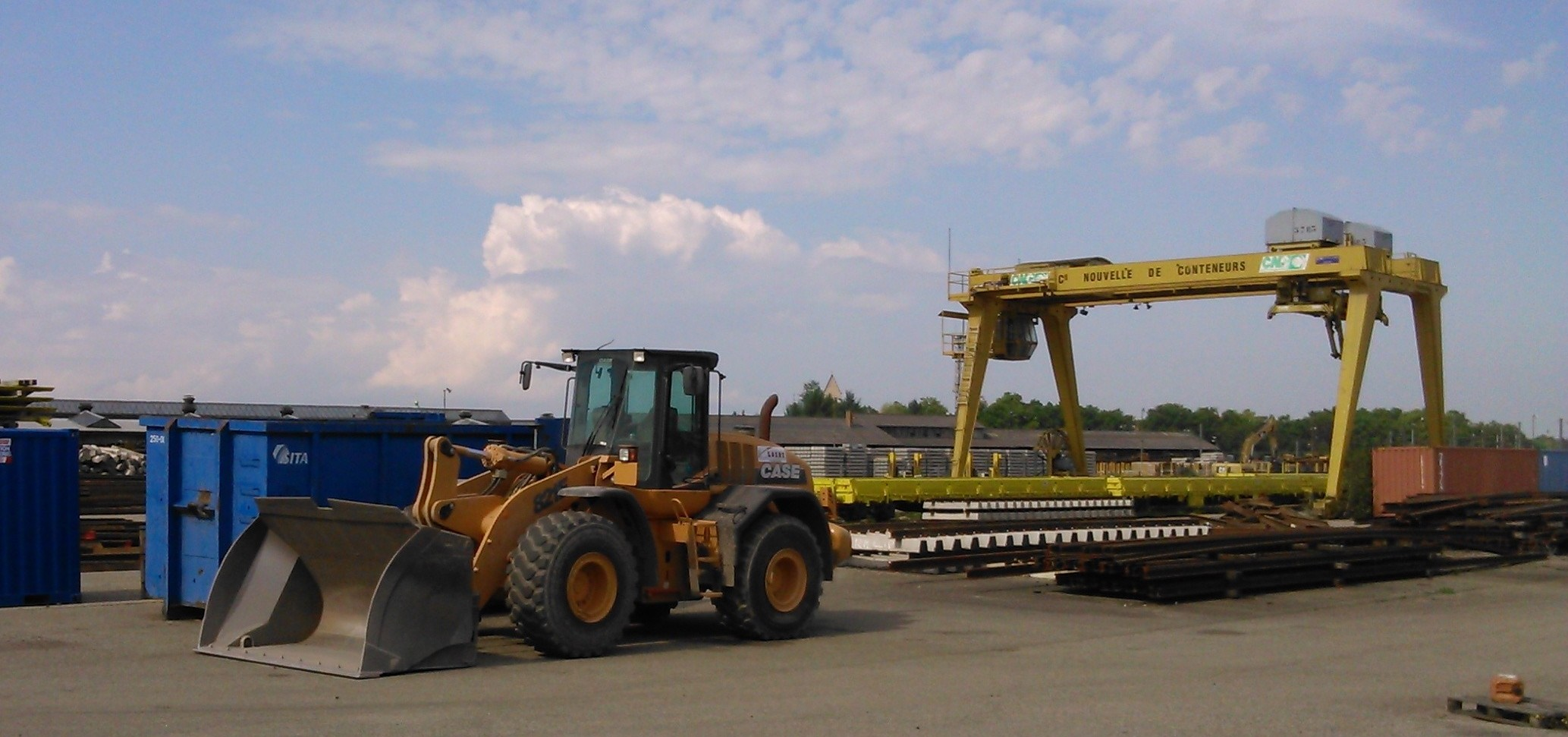
Pelleteuse sur le terminal.
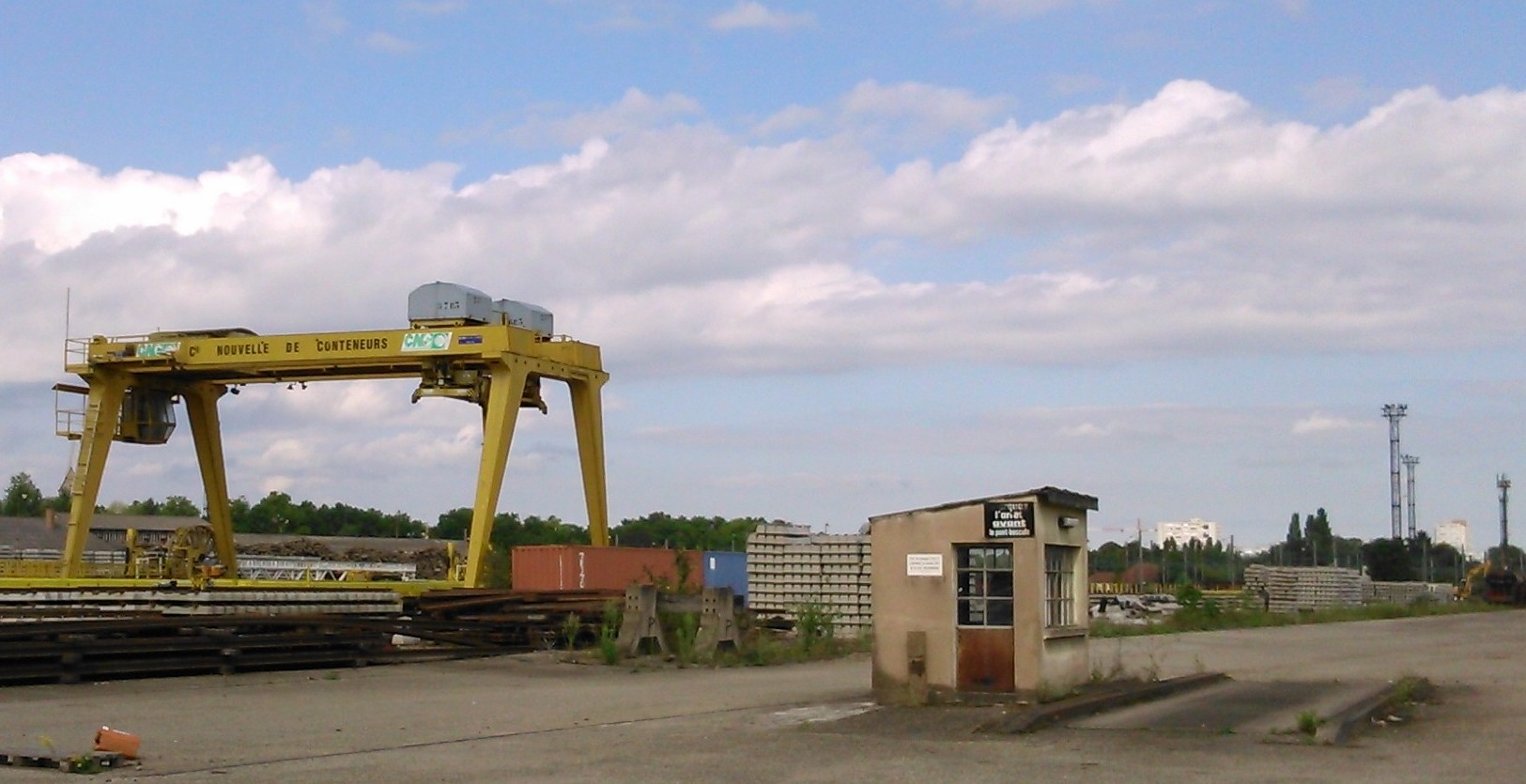
Pont-bascule (également démantelé).
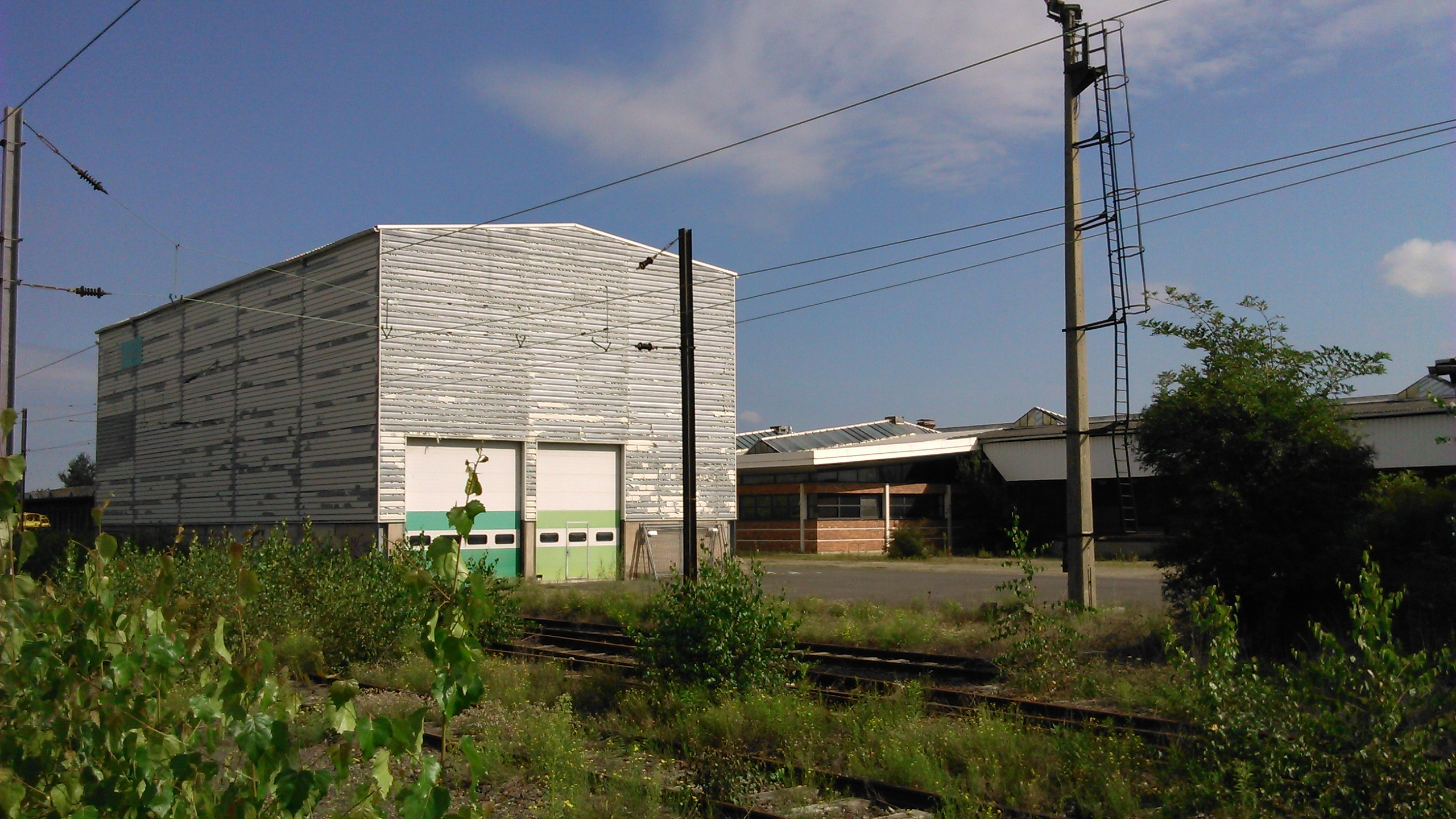
Hangar et halles rue de Hochfelden.